# 云南省大剧院
云南省大剧院，是位于云南省昆明市的一所剧院，于2016年竣工，占地面积150亩，总建筑面积47010㎡，总投资7.7亿元，地下一层，地上四层。包括一个1475座大剧场，一个440座多功能小剧场，一个790座音乐厅。